# Niels Richard Hansen
Niels Richard Hansen (Ricardo), født 19. april 1933, død 28. januar 2006), var en dansk jazzmusiker og banjospiller. 
I 1957 dannede Ricardo sit eget band, Ricardo's Jazzmen, der bl.a. spillede på restaurationen Cap Horn i Nyhavn i København. Bandet spillede traditionel New Orleans jazz.